# Omosessualità e islam

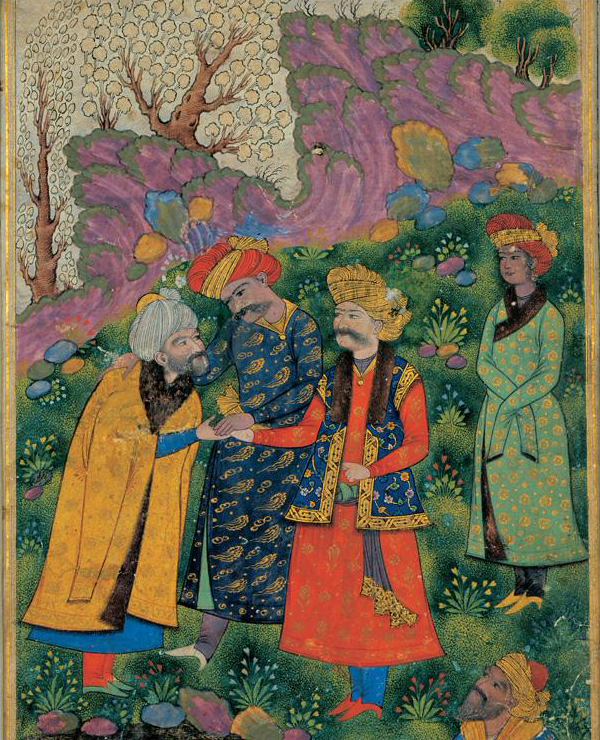
Maḥmūd e Ayaz

Non esiste nell'Islam un concetto analogo a quello di omosessualità, nel senso di un'identità astratta e unica. Al contrario, le espressioni sessuali fra lo stesso sesso si manifestano in modi diversi e separati, che non sono trattati nello stesso modo, né da un'angolazione legale e giuridica né da un punto di vista sociale.
Innanzitutto, va detto che l'Islam si occupa di giudicare e valutare i comportamenti piuttosto che i desideri sessuali. In particolare, nell'Islam viene condannato il rapporto anale – con uomini o donne indifferentemente – condotta identificata come un peccato molto grave. Il concetto stesso di orientamento omosessuale non trova riconoscimento né applicazione nella legge islamica.

## Esempi
Per la parte prevalente degli studiosi islamici, il rapporto anale viene immaginato inseparabile dal coinvolgimento di sentimenti e implicherebbe una divisione di ruolo tra dominazione e sottomissione: ciò andrebbe in totale contraddizione alla fede islamica, poiché l'essere umano sa che la dominazione è qualcosa a cui l'Eterno, e Lui soltanto, può accedere. Mai un essere umano può dominarne un altro nell'universo terreno, che l'Onnipotente ha creato e che può in esclusiva assoluta dominare. La sottomissione stessa, di conseguenza, diventa un atto possibile solo di fronte a Dio. In questo sta il più profondo dei significati della religione islamica (Islam stesso, in arabo, significa infatti sottomissione).
Il concetto di orientamento sessuale è inammissibile nell'Islam, in quanto trasgressione dalla connessione spirituale che lega tutti e tutto nell'universo. Orientarsi sessualmente significherebbe chiudersi in una visione fisica della vita, a dispetto di quella spirituale: per questo l'attrazione deve avvenire innanzitutto a livello spirituale e trascendentale, poiché ogni essere umano è uno spirito che occupa un corpo; lo spirito in sé, la vera natura umana, non è né donna né uomo, non è né bianco né nero, né ricco né povero. Tutti gli spiriti sono uguali, e non devono in alcun modo accentuare le differenze tra due corpi: in questo si ritrova il fatto che l'Islam, come molte religioni, lavora nell'anelare dello spirito a un livello superiore rispetto a quello terreno.
Terminologicamente, un rapporto tra due uomini è definito liwāt (rapporto anale), sia esso tra uomo e ragazzo, due uomini adulti o tra uomo e donna: quale che sia il caso, l'Islam non lo accetta e lo proibisce espressamente. L'uomo è conosciuto come lūṭī, un'espressione che etimologicamente si riallaccia al biblico Lot e che può tradursi come sodomita.

Ad esempio, si narra che il giurista hanbalita Ibn al-Jawzī (?–1200) abbia detto 
(Monroe, 1997, p. 117)
Questa sembra esprimere l'opinione, che alcuni ritengono propria di alcuni intellettuali dei secoli passati, che l'omofobia - ma bisogna rilevare che questo termine e questo concetto, di invenzione recente, erano allora inesistenti e addirittura impossibili, in accordo con la chiara spiegazione iniziale di come nell'islam sia addirittura assente il concetto stesso di omosessualità - fosse un sentimento da condannare, quasi da emarginare – una visione che per molti aspetti stride con la moderna idea, più conservatrice, di relazione sessuale.
Nondimeno, l'atto di liwāt (sodomia, per l'appunto) viene condannato, e agli uomini viene consigliato di stare molto attenti all'attrazione che possono provare verso un giovane maschio, chiedendo loro di concentrarsi su una donna attraverso delle raccomandazioni di ordine religioso, improntate sulla resistenza alla tentazione.
Maometto invitò i suoi seguaci a "diffidare dei giovani imberbi, perché sono una fonte di danno più grande delle giovani vergini." Allo stesso modo, l'Imām e studioso di legge Sufyān al-Thawrī (?–783) si dice sia scappato dalle terme un giorno, asserendo a proposito della tentazione sessuale che "se ogni donna ha un demone che l'accompagna, allora un bel giovane ne ha diciassette".
L'amore tra uomini diventò un crimine punibile (nella vita) solo se veniva consumato - e veniva sorpreso nel praticarlo, il che richiede la testimonianza di quattro uomini o di otto donne. Se non si veniva sorpresi nel compiere atti omosessuali, comunque, si veniva ugualmente puniti tra le fiamme dell'inferno.
Storicamente la pena è stata meno severa delle sue controparti abramitiche: il Giudaismo e il Cristianesimo. Nel Corano è scritto che se una persona commette un peccato può pentirsi e avere la sua vita salva, nonostante ciò ci sono degli ʾaḥādīth che prescrivono la pena di morte. Sembra che questo sia parte di un climax che giungerà alla proibizione così come è stato con l'alcol e il gioco d'azzardo. Le prime culture islamiche, specialmente quelle in cui l'omosessualità era radicata nelle loro culture pagane, furono acclamate per la loro cultura nell'estetica omosessuale.
Ibn Ḥazm, Ibn Daʿud, al-Muʿtamid, Abū Nuwās e molti altri scrissero molto e apertamente dell'amore tra uomini. Tuttavia, perché la trasgressione sia provata, almeno quattro uomini o otto donne devono testimoniare contro l'accusato, rendendo in questo modo molto difficile perseguire coloro che non rimangono casti nella privacy della propria casa.
Il significato dato a "rapporto omosessuale" è rapporto sessuale tra due o più uomini, o rapporto sessuale tra due o più donne. Non comprende la masturbazione, e non ha nemmeno niente a che fare con le polluzioni notturne; entrambi questi aspetti, anche non essendo punibili stando alla Sharīʿa, sono comunque considerati invalidanti e richiedono che il musulmano si lavi completamente prima della sua prossima preghiera.

## Teorie particolari
Secondo Khaled El-Rouayheb, la tolleranza nei confronti dei casti rapporti amorosi pederastici, diffusi sin dal IX secolo (testimoniati dalla letteratura e dalla tradizione di diverse epoche) fu letteralmente spazzata via dall'adozione della morale impressa sulla borghesia dell'Inghilterra vittoriana (metà XIX secolo), che già aveva trasformato l'etica sessuale europea e si apprestava a rivoluzionare i costumi dell'occidentalizzata élite musulmana ottomana (El-Rouayheb, 2005, p. 156).
Tuttavia, occorre comunque riconoscere la presenza di una corrente interpretativa oggi ampiamente minoritaria che considera l'omosessualità come una normale espressione del sentimento umano, senza collegarvi alcun giudizio negativo. Se gli studiosi che si esprimono in tale senso sono numerosi, il più noto tra loro è l'imam Daayiee Abdullah.

## Storia dell'omosessualità nella società islamica

### L'omosessualità nel Corano
Secondo la maggioranza degli studiosi, il Corano direbbe chiaramente che i rapporti omosessuali sono proibiti.
La traduzione di Abdullah Yusuf Ali del Corano dice nella sūrat al-Aʿrāf:
(Corano 7:80-82, trad. A. Bausani)
Sūrat al-Shuʿarāʾ (dal versetto 165):
(Corano 26:165-174 trad. di A. Bausani)
Sūrat al-Naml (dal versetto 55):
(Corano 27:55-58 trad. di A. Bausani)
Sūrat al-Ankabut (dal vers. 28):
(Corano 29:28-29 trad. di A. Bausani)
Sūrat al-Nisāʾ, (dal vers. 15):
(Corano 4:15-16 trad. di A. Bausani)
Vedi anche Khalil el-Mumni
Una parte minoritaria degli studiosi afferma, al contrario, che il Corano proibirebbe solo il sesso omosessuale non consenziente, interpretando in maniera differente i riferimenti al "popolo di Lut".
L'interpretazione canonica della Sura IV-al-Nisāʾ (lett. "Le Donne") ritiene che si tratti della condanna dell'omosessualità, basandosi sul fatto che il testo utilizza il genere maschile al numero duale. Secondo l'esegesi di Ṭabarī (IV, 296 e ss.), invece, il verso si riferirebbe ad un uomo ed una donna non sposati, caso per il quale la legge coranica contempla una pena molto più mite.

La Sura XXIX-al-Ankabut (lett. "Il ragno"), al v.29 inizia con un riferimento alla "concupiscenza fra maschi", esteso al brigantaggio e al comportamento scandaloso in pubblico.

## L'omosessualità nella Sharīʿa
La Sharīʿa - nelle sue costituenti coraniche e della Sunna - è la legge dell'Islam.
Nonostante ci sia un certo consenso riguardo al fatto che rapporti sessuali fra persone dello stesso sesso siano in violazione della Sharīʿa, ci sono differenze di opinione tra gli studiosi dell'Islam per quanto riguarda le punizioni, l'opera di riforma, e quali siano le prove che generalmente richieste prima che la pena fisica abbia luogo.
Nell'Islam sunnita ci sono otto madhāhib, o scuole legali, di cui solo quattro sono attualmente esistenti: la hanafita, la malikita, la sciafeita e la hanbalita. La principale scuola sciita è chiamata giafarita, ma ci sono anche la zaydita e la ismailita. Più di recente, molti gruppi hanno rifiutato la tradizione a favore dell'ijtihād, o interpretazione individuale. Di queste scuole, secondo Michael Mumisa, dell'istituto Al Mahdi di Birmingham:
- La scuola hanafita non considera adulterio i rapporti omosessuali, e lascia la pena a discrezione del giudice. Molti dei più giovani studenti di questa scuola hanno esplicitamente scartato la pena di morte; alcuni la ammettono per un secondo crimine.
- L'Imām Shāfiʿī considera il sesso omosessuale analogo agli altri zināʾ (sesso prematrimoniale, fuori dal matrimonio). Così, se si scopre che una persona sposata ha avuto rapporti omosessuali viene punita come un adultero (lapidato a morte), e una persona non sposata viene punita come fornicatore (frustato).
- La scuola malikita dice che se si scopre che qualcuno (sposato o no) ha avuto rapporti omosessuali dovrebbe essere punito con la pena riservata agli adulteri.
- Nella scuola giafarita, l'Āyatollāh iracheno Sayyid al-Khuʿī dice che qualsiasi persona colpevole di aver commesso atti omosessuali deve essere punita come un adultero.

È importante notare che la pena di un adultero richiede che ci siano quattro testimoni perché possa essere eseguita. Analogamente tutte le scuole richiedono la testimonianza di quattro uomini per applicare la pena prevista per i rapporti omosessuali. Tuttavia se può essere presentata una prova oggettiva (come test del DNA, fotografie, ecc.), si può rendere effettiva la pena senza i quattro testimoni.
Secondo lo studioso dell'Islam moderno Yūsuf al-Qaradāwī:
(The lawful and the prohibited in Islam, p.165)
L'Islam ammira molto l'atto sessuale, come sacro rapporto spirituale. Pertanto aggravare la pena e presentare i quattro testimoni, sarebbe un atto di oscenità, che è un'offesa per la moralità del resto della società.

## L'omosessualità nelle leggi delle nazioni islamiche contemporanee

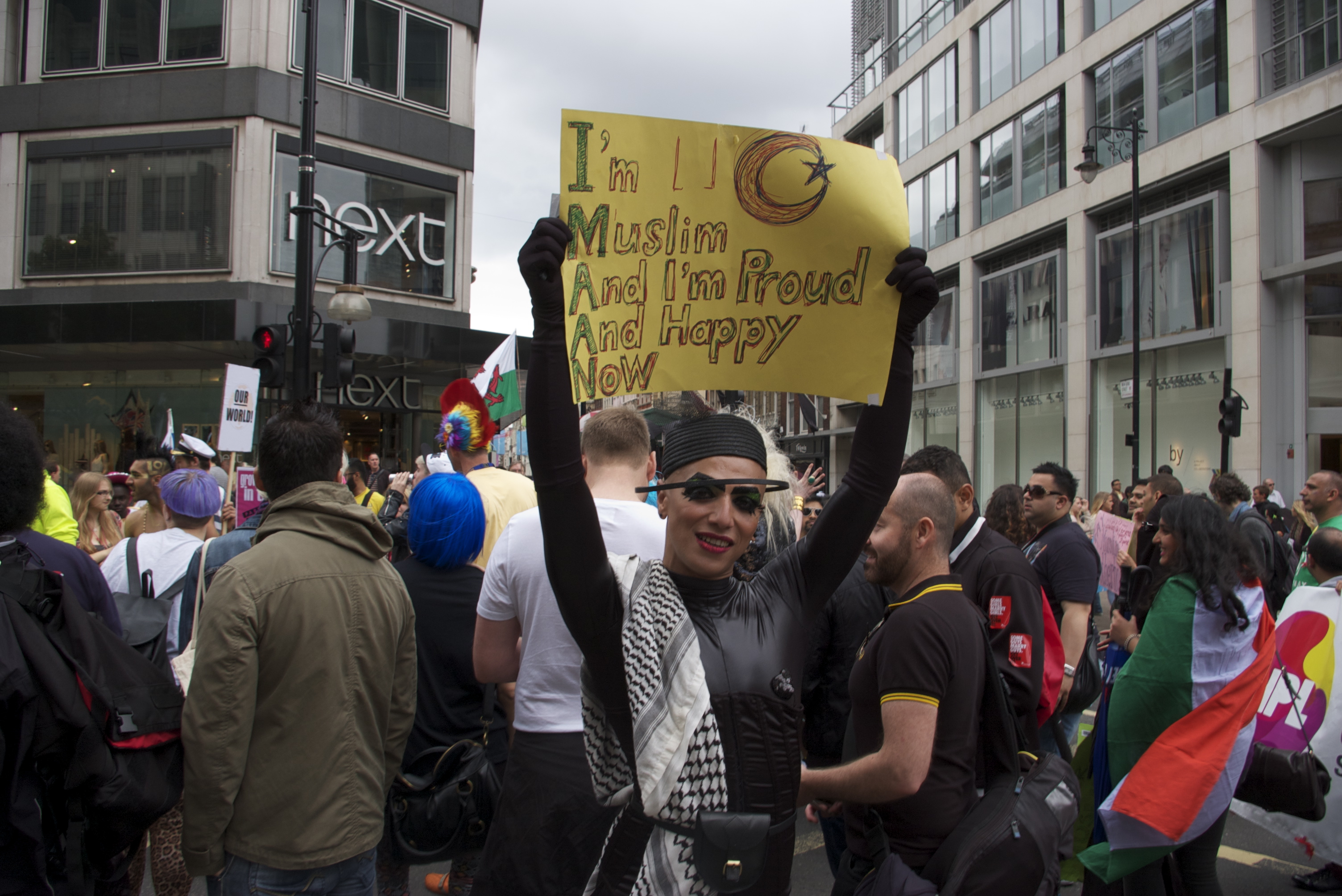
Un manifestante del gay pride di Londra del 2012 espone un cartello con la scritta "Sono musulmano e adesso sono orgoglioso e felice"

I rapporti omosessuali portano ufficialmente alla pena di morte in sette Stati a maggioranza islamica: Arabia Saudita, Iran, Nigeria, Mauritania, Pakistan, Somalia, Yemen e Afghanistan.
La situazione legale degli Emirati Arabi Uniti non è chiara. In molti Stati a maggioranza islamica, come il Qatar, l'Algeria e le Maldive, l'omosessualità è punita con il carcere, con pene pecuniarie, o pene corporali. In alcuni Stati a maggioranza musulmana, come la Turchia, Azerbaigian, la Giordania o il Mali, i rapporti omosessuali non sono specificamente proibiti dalla legge. 
In Egitto uomini apertamente gay sono stati oppressi perché vanno contro le leggi della moralità pubblica.
In Arabia Saudita, la pena più alta riservata agli omosessuali è l'esecuzione pubblica, ma più frequenti sono altre pene (ad esempio pene pecuniarie, incarcerazione, frustate, ecc.). Le retate contro gli omosessuali sono in genere organizzate per reprimere l'immigrazione clandestina.
Lo Stato che ha il più alto numero di esecuzioni capitali di omosessuali è l'Iran. Dalla rivoluzione islamica in Iran, il governo iraniano ha mandato a morte più di 4.000 persone accusate di rapporti omosessuali. In Afghanistan dopo il ritorno dei Talebani al potere, l'omosessualità, che prima era un crimine punibile con sanzioni monetarie e incarcerazione, ora prevede la pena di morte .
Molte organizzazioni internazionali per i diritti umani, come Human Rights Watch e Amnesty International, condannano le leggi che considerano i rapporti omosessuali tra adulti consenzienti un crimine. Dal 1994 la commissione per i diritti umani delle Nazioni Unite ha anche dichiarato che leggi di questo genere violano anche il diritto alla privacy garantito dalla Dichiarazione universale dei diritti dell'uomo e dal patto internazionale sui diritti civili e politici. Comunque, molti Stati a maggioranza musulmana insistono nel dire che queste leggi sono necessarie per preservare la virtù e la moralità islamiche.
Gli unici paesi a maggioranza islamica che prevedono leggi contro l'omofobia al momento sono: Albania, Kosovo e Bosnia ed Erzegovina.
Alcuni musulmani sono critici riguardo alle sanzioni previste contro l'omosessualità. Le ragioni dei musulmani contro la pena per l'omosessualità includono il fatto che alcune scuole legali (per esempio, la hanafita) la considerano ingiustificata, che non è specificata la pena capitale per l'omosessualità nel Corano, l'idea che la pena sia eccessivamente brutale, e l'opposizione all'idea che leggi dello Stato debbano essere fondate sulla religione. Anche l'introduzione della pandemia di AIDS nel mondo musulmano ha fatto scaturire altre discussioni sullo stato legale dell'omosessualità, dato che le sanzioni legali contro l'omosessualità hanno reso difficile la presenza di ogni programma educativo diretto alle categorie ad alto rischio di contagio.
Mentre le esecuzioni e altre sanzioni criminali limitano ogni movimento pubblico per i diritti gay, è impossibile apporre sanzioni criminali a ogni omosessuale che vive in uno Stato musulmano, e tutti sono a conoscenza del fatto (ad esempio gli stranieri in vacanza) che alcuni giovani uomini sperimenteranno relazioni omosessuali come sfogo per i desideri sessuali nati da un amore naturale per lo stesso sesso. Queste relazioni omosessuali discrete e casuali, permettono agli uomini di avere rapporti prematrimoniali con un basso rischio di incorrere nelle sanzioni sociali e legali a cui dovrebbero sottostare se fossero stati coinvolti in un adulterio o in un rapporto esterno al matrimonio con una donna (in questo caso è più facile essere scoperti, dato che la donna potrebbe rimanere incinta o sperare di obbligare l'uomo a sposarla). Molti di questi uomini non si considerano gay o bisessuali dato che questi sono orientamenti sessuali. I musulmani fanno attenzione a non utilizzare queste etichette, ma le definizioni menzionate precedentemente.
Un problema collegato all'attuazione delle leggi contro l'omosessualità è che gli uomini sono incoraggiati a sviluppare amicizie intime con altri uomini, e le donne sono incoraggiate a sviluppare amicizie intime con altre donne, e così come conseguenza l'amore omosessuale sembra essere incoraggiato (ma non lo è il desiderio).
Dato che la legge islamica richiede che un certo numero di testimoni (variabile a seconda che essi siano uomini o donne) dell'atto omosessuale testimonino davanti ai giudici, e l'Islam reputa davvero molto importante la privacy domestica, ne risulta che le relazioni omosessuali che avvengono nel privato sono, in teoria, fuori dal controllo della legge, a meno che non vengano rese pubbliche come accade nei casi in cui si è anche accusati di oscenità, furto, minaccia, assassinio, ecc.